# 女人當自強
《女人當自強》（英語：No Shame）是英國創作女歌手莉莉·艾倫推出的第四張個人專輯，由唱片公司Parlophone於2018年6月8日發佈 。自《怪怪女教主》（2014）的推出，艾倫出現了自我認定危機，並感到難以與她當時所製作的音樂產生聯繫。接著是艾倫婚姻的終結。離婚後，艾倫開始製作新歌曲，可見她創作有關一切對她造成影響的事物。包括她與自己、孩子、前丈夫的關係、及物質濫用。此專輯的錄製於2015年在洛杉磯開始，直到艾倫決定在倫敦設立她自己的錄音室，並繼續錄製至2018年。錄製期間包括了製作人Fryars及馬克·朗森的貢獻，專輯內的客串藝人則有Giggs、Burna Boy及Lady Chann。
作為一張電音流行專輯，《女人當自強》的風格受到Dancehall及雷鬼音樂的影響。專輯上的歌詞是艾倫的自白，說述了她婚姻及友情的瓦解、作為母親的內疚感、物質濫用，以及一些社會問題與政治問題。自專輯的推出，《女人當自強》得到普遍音樂評論家正面的回響，讚揚專輯成熟的歌詞內容及主題、詞曲組成與製作、及艾倫在藝術上的蛻變。專輯登上英國專輯排行榜的第八位；新西蘭及愛爾蘭專輯榜的前四十位，更成為艾倫在澳洲連續第四張前十位的專輯。艾倫於2018年10月起舉辦世界巡迴演唱會，以宣傳新專輯《女人當自強》。

## 背景
在《Sheezus》（2014年）发行后，艾伦經歷了“身份危机”，她并不喜欢自己发布的音乐、新的形象，认为音乐行业内的人控制了她的音乐选择和方向。2017年3月，艾伦在播客《News Roast》中提到，她已经开始制作新专辑，新专辑将主要涉及她自己、与孩子的关系、婚姻破裂、药物滥用等问题。 在同一次采访中，艾伦透露她的《Sheezus》的后续作品会更加个人化，她透露有些歌曲会以社会评论为主题，但大部分歌曲会涉及她的个人生活和婚姻的破裂。艾伦还透露，有些歌曲会带有政治色彩，但她正在努力寻找创作此类歌曲与“朗朗上口”旋律的平衡点。
在构思这张专辑的时候，艾伦希望通过音乐来解决自己的问题。艾伦决定这样做是因为她觉得人们在试图表达自己的时候往往会被「外力」牵着鼻子走，这是她在创作《女人當自強》时想要探索的东西。在創作这张专辑时，艾伦想要探索人的互动方式。艾伦表示，人经常通过交谈来解决各种问题和难题，并表示这就是音乐对她的作用，她的目的是分享个人问题，以便与人们联系，而不是「与算法联系」。艾伦继续表示，她想探索人们因（外部）影响而对自我表达的恐惧，艾伦的目标是通过限制参与創作过程的人数来創作最好的专辑。莉莉稱她不希望人们告诉她，他们认为什么是对的，什么是错的，什么对电台合適，什么对电台不合適。
艾伦将这张专辑描述为对小报和关于她的公众言论的反击，称这是「掌握对[她的]叙述的所有权，并將此以音乐形式呈现」。这张专辑的创作受到了她与山姆·库珀婚姻破裂的影响，以及一个长期跟踪者对她的影响。艾伦将自己与她的朋友们隔离开来，她说她的朋友们在离婚时都站在库珀一边；她将《女人當自強》作为一个情緒的出口。

## 創作與錄音
2015年，艾伦和弗莱尔斯在洛杉矶的一间租来的房子里开始为《女人當自強》写歌。随后，艾伦在伦敦搭建了自己的录音室，专辑的大部分歌曲都是在那里錄製的。她与Mark Ronson和Ezra Koenig合作完成了《My One》。Allen之前曾在她的首张专辑中与Mark Ronson合作，他对录音室的工作和她的歌声大加赞赏，称Allen一直在写她「最好的歌曲」，并称这是她最「诚实和令人心碎的音乐」。
回到伦敦并建立工作室后，艾伦开始与英国格莱美艺术家吉格斯交往。Allen表示，在专辑最初的录制过程中，与吉格斯的友谊帮助她「找到了自己的脚步」。在Allen在V Festival的演出结束后，她来到吉格斯的工作室，为他播放了《女人當自強》中的歌曲，而吉格斯也在那里为《Trigger Bang》这首歌写了一段歌词。在创作和录制《Family Man》、《Three》和《Apples》等民谣歌曲时，Allen希望用比之前的唱片更真实的方式来创作。与她之前的唱片注重对他人的观察不同，在《女人當自強》中，艾伦希望将观察的内容轉向自己的內心，更加著重於自我反省。
艾伦和前夫共同拥有孩子的监护权，当孩子和前夫在一起的时候，她会去录音室进行唱片创作。艾伦表示，她经常发现“很难表达我对事情的感受，但我确实发现通过音乐这个媒介很容易沟通。它是一种宣泄。我[现在]很开心--我很享受自己”。艾伦选择不与长期制作人Greg Kurstin合作，因为她想更独立，并表明她可以在没有他的情况下做出一张好唱片。艾伦表示，在录制《女人當自強》时，她“在上一张专辑宣传后，被迫审视身边的一切“。她觉得上一张专辑很仓促，希望不受时间限制地工作。艾伦在完成整张专辑后，就将整张专辑交付给唱片公司，而不是像之前的专辑那样，将乐谱交付给唱片公司。在专辑发行之前，艾伦还表示，她觉得这张专辑会是一场“商业灾难”。在阐述这一点时，艾伦说，她不再关心创作“用亢奮的副歌和磅礴的節拍制造的电台歌曲”，她更想创作自己喜欢的音乐，而她认为这将阻碍她的商业成功。

## 發佈及宣傳

### 單曲
2017年12月，一首名為《Trigger Bang》的歌曲被流出。該歌曲接著於2017年12月12日被定為新專輯的首支單曲。此歌曲當中艾倫與Giggs的化學作用及歌詞內容均被評論家讚揚。由Myles Whittingham導演的音樂影片於2018年1月24日發佈，影片中引用了艾倫舊單曲《LDN》（2006）及《22》（2009）影片中的情節。
2018年7月6日，由Michael Calfan混音的混音版《Lost My Mind》以單曲形式推出。

### 巡迴演唱會
艾倫展開全新一輪的世界巡迴演唱會，為新專輯《女人當自強》宣傳。巡迴演唱會在2018年10月5日開始，首站設於美國聖塔安娜The Observatory。

## 評價
| 綜合得分       | 綜合得分 |
| 來源           | 評分     |
| -------------- | -------- |
|                | 74/100   |
| 評論得分       |          |
| 來源           | 評分     |
| AllMusic       | [ 22 ]   |
| 《影音俱樂部》 | C        |
| 《前音後果》   | B+       |
| 《每日電訊報》 | [ 25 ]   |
| 《衛報》       | [ 26 ]   |
| 《獨立報》     | [ 27 ]   |
| 《新音乐快递》 | [ 28 ]   |
| 《Pitchfork》  | 6.3/10   |
| 《Q》          | [ 30 ]   |
| 《滾石》       | [ 31 ]   |

### 榮譽
《女人當自強》得到水星音樂獎的提名，使專輯成為提名名單十二個作品中的其中之一。

## 商業表現
《女人當自強》不能延續艾倫過去專輯的成功。專輯首週登上英國專輯排行榜的第八位，成為艾倫第四張前十位的專輯；以及首張不能登首三位的專輯。另外，《女人當自強》亦登上由英國一百家獨立唱片鋪組成，每週根據CD、LP、及其他格式的專輯之銷量來排行的英國官方唱片鋪排行榜之第二位。直至2018年7月26日，《女人當自強》的英國總銷量為14,439張。

## 曲目
| 曲序     | 曲目                               | 词曲                                                           | 製作人                                    | 时长  |
| -------- | ---------------------------------- | -------------------------------------------------------------- | ----------------------------------------- | ----- |
| 1.       | Come on Then                       | Lily Allen Benjamin Fryars Garrett                             | Seb Chew Emre Ramazanoglu                 | 3:11  |
| 2.       | Trigger Bang（featuring Giggs）    | Allen Garrett Nathaniel Thompson                               | Fryars                                    | 3:32  |
| 3.       | What You Waiting For?              | Allen Dre Skull Liana Banks                                    | Dre Skull Samuel "Wildlife!" Reinhard [a] | 3:07  |
| 4.       | Your Choice（featuring Burna Boy） | Allen Richard "P2J" Isong Burna Boy （ 英语 ： Burna Boy） Ari Pensmith | P2J                                       | 3:42  |
| 5.       | Lost My Mind                       | Allen Tim Rice-Oxley                                           | Chew Ramazanoglu                          | 3:48  |
| 6.       | Higher                             | Allen P2J Alastair O'Donnell Daniel London                     | P2J                                       | 4:08  |
| 7.       | Family Man                         | Allen Garrett                                                  | Mark Ronson Starsmith [a]                 | 3:39  |
| 8.       | Apples                             | Allen Sam Duckworth Greg Gonzalez                              | Allen Jack Nichols-Marcy                  | 3:40  |
| 9.       | Three                              | Allen Garrett                                                  | Fryars                                    | 3:38  |
| 10.      | Everything to Feel Something       | Allen Garrett Jenna Andrews Eliza Caird                        | Fryars                                    | 4:57  |
| 11.      | Waste（featuring Lady Chann）      | Allen Ellis Taylor Tim Deal Lady Chann                         | Show N Prove Hight                        | 3:31  |
| 12.      | My One                             | Allen Ezra Koenig Michael Tucker Ronson                        | Ronson Koenig BloodPop                    | 2:58  |
| 13.      | Pushing Up Daisies                 | Allen Cass Lowe                                                | Lowe                                      | 3:45  |
| 14.      | Cake                               | Allen Taylor Billy Stewart                                     | Show N Prove                              | 3:28  |
| 总时长： | 总时长：                           | 总时长：                                                       | 总时长：                                  | 51:04 |

備註
- ^[a]  代表額外的製作人.
- 《Apples》 包含歌曲《K》的元素，原作曲者為Greg Gonzalez（英语：Cigarettes After Sex）。
- 《Cake》 包含一段來自Billy Stewart（英语：Billy Stewart）《Sitting in the Park（英语：Sitting in the Park (song)）》的錄音取樣。

## 排行表現
| 排行榜 (2018)                     | 最高 排名 |
| --------------------------------- | --------- |
| 澳大利亞（ARIA專輯榜）            | 8         |
| 比利時法蘭德斯（Ultratop專輯榜）  | 41        |
| 比利時瓦隆（Ultratop專輯榜）      | 68        |
| 荷蘭（MegaCharts專輯榜）          | 68        |
| 法國（SNEP專輯榜）                | 137       |
| 德國（Offizielle Top 100專輯榜）  | 65        |
| 愛爾蘭（IRMA專輯榜）              | 20        |
| 紐西蘭（RMNZ專輯榜）              | 40        |
| 蘇格蘭（OCC專輯榜）               | 8         |
| 瑞士（Schweizer Hitparade專輯榜） | 26        |
| 英國（OCC專輯榜）                 | 8         |
| 美国（《告示牌》200）             | 168       |

## 發行歷史
| 地區 | 日期         | 形式                              | 廠牌       | 參考  |
| ---- | ------------ | --------------------------------- | ---------- | ----- |
| 全球 | 2018年6月8日 | 數字音樂下載 、 CD 、 12" 、 串流 | Parlophone | [ 1 ] |